# Malcolm Parkes
Malcolm Beckwith Parkes, né le 26 juin 1930 et mort le 10 mai 2013, est un paléographe anglais connu pour ses contributions à l'étude des manuscrits médiévaux.

## Biographie
Malcolm Parkes a enseigné l'ancien et le moyen anglais au Keble College de l'Université d'Oxford de 1965 à 1997. Élève de Neil Ker (en), il a consacré sa thèse au développement de l'écriture secrétaire.

## Œuvre
- (en) English cursive book hands, 1250-1500, Scolar Press, 1979 (ISBN 0-85967-535-1).
- (en) Scribes, scripts, and readers : studies in the communication, presentation, and dissemination of medieval texts, Hambledon Press, 1991 (ISBN 1-85285-050-7).
- (en) Pause and effect : an introduction to the history of punctuation in the West, University of California Press, 1993 (ISBN 0-520-07941-8).
- (en) Their hands before our eyes : a closer look at scribes, Ashgate, 2008 (ISBN 978-0-7546-6337-9).
- (en) Pages from the past : medieval writing skills and manuscript books, Ashgate Pub, 2012 (ISBN 978-1-4094-3806-9).